# Oberamt Wassertrüdingen
Das Oberamt Wassertrüdingen war eines von den 15 Verwaltungsgebieten des Fürstentums Ansbach mit Sitz in Wassertrüdingen, heute eine Stadt im mittelfränkischen Landkreis Weißenburg-Gunzenhausen.

## Lage
Das Oberamt Wassertrüdingen grenzte im Osten an das Oberamt Gunzenhausen, im Westen und Norden an das Oberamt Feuchtwangen, im Osten und Süden an die Grafschaft Oettingen und im Westen an die Reichsstadt Dinkelsbühl.

## Geschichte
Ab 1791/92 wurde das Fürstentum Ansbach vom preußischen Staat als Ansbach-Bayreuth verwaltet. Damit ging das Oberamt Wassertrüdingen in dem Wassertrüdinger Kreis mit Sitz in Wassertrüdingen auf und bildete weitestgehend den Justiz- und Kammeramt Wassertrüdingen.

## Struktur
Das Oberamt Wassertrüdingen setzt sich zusammen aus dem Kasten- und Stadtvogteiamt Wassertrüdingen, dem Klosterverwalteramt Auhausen, der Amtsverwesung Röckingen, dem Verwalteramt Schwaningen und dem Vogteiamt Wittelshofen.
Im Fraischbezirk lagen 119 Orte, darunter eine Stadt, zwei Marktflecken, 27 Pfarrdörfer, 5 Kirchdörfer, ein Schloss, 43 Weiler und 40 einzelne Höfe oder Mühlen. Insgesamt gab es 2400 Untertansfamilien, 1320 waren ansbachisch, 1080 fremdherrisch.
Im Einzelnen sind dies (in Klammern Anzahl der Anwesen, über die das Amt Wassertrüdingen grundherrliche Ansprüche hatte, dann Gesamtzahl der Anwesen):
Ammelbruch (24/45), Aufkirchen (0/84), Auhausen (86/86), Baudenhart (1/1), Baum- oder Siebhof (0/1), Bernhardswend (4/13), Beyerberg (37/59), Birkach (0/12), Bosacker (0/6), Botzenweiler (0/4), Brennhof (0/1), Brunn (2/2), Burk (43/59), Burgstallmühle (1/1), Dambach (22/31), Dattelhof (0/1), Dennenlohe (0/17), Dorfkemmathen (22/58) *, Dühren (4/7), Ehingen (94/129), Ehrenschwinden (3/4), Eybburg (0/2), Flinsmühle (1/1), Frankenhofen (9/53), Friedrichsthal (9/10), Fürnheim (15/27), Gelshofen (5/8), Gelsmühle (0/1), Gerolfingen (41/85), Greiselbach (0/14), Großlellenfeld (13/53), Grüb (0/7), Gugelmühle (1/1), Halsbach (0/23), Hammermühle (0/1), Hahnenberg (0/2), Hardhof (1/1), Haslach (4/17), Heinersdorf (18/18), Himmerstall (1/6), Hüttlingen (0/3), Illenschwang (12/26), Irsingen (6/22), Kaltenkreuth (3/3), Karlsholz (0/3), Klarhof (1/1), Klarmühle (1/1), Kleinlellenfeld (10/21), Klingen (0/3), Klingenhof (0/1), Knittelsbach (1/7), Königshofen (30/51), Kreuthof (1/1), Kreuthmühle (1/1), Kröttenbach (10/17), Kussenhof (2/2), Langfurth (0/12), Laufenbürg (0/1), Lehmingen (41/45), Lentersheim (63/64), Limburg (0/5), Lochenbach (18/18), Lohmühle bei Dinkelsbühl (0/1), Lohmühle bei Halsbach (0/1), Lohmühle bei Knittelsbach (0/1), Lohmühle bei Sinbronn (0/1), Matzmannsdorf (13/13), Mögersheim (42/93), Meierndorf (12/12), Neustädtlein (0/6), Neumühle (0/1), Nordstetten (19/29), Oberaumühle (1/1), Oberkemmathen (8/17), Oberkönigshofen (4/4), Obermichelbach (4/26), Oberschwaningen (10/25), Opfenried (15/20), Ölmühle bei Dinkelsbühl (0/1), Pfeifhof (1/1), Pulvermühle bei Dinkelsbühl (0/1), Reichenbach (14/14), Röckingen (94/102), Rohrbach (6/6), Röttenbach (0/5), Rottnersdorf (1/1), Ruffenhofen (3/17), Schadisches Herrnhaus (0/1), Schlierberg (6/10), Schmalzmühle (0/1), Schobdach (23/30), Schwandmühle (1/1), Sinbronn (1/28), Stahlhöfe (0/4), Stöckau (4/4), Stockaumühle (1/1), Tiefweg (0/3), Ungerhof (0/1), Unteraumühle (0/1), Unterkemmathen (19/53) *, Untermichelbach (19/50), Unterschwaningen (67/67), Veitsweiler (0/20), Villersbronn (0/10), Walkmühle bei Dinkelsbühl, Wassertrüdingen (195/195), Weißhaus bei Dinkelsbühl (0/1), Weihermühle (1/1), Weiltingen (0/120), Welchenholz (0/11), Wörnitzhofen (2/16), Wilburgstetten (0/44), Wittelshofen (72/75), Witzmannsmühle (0/1), Wolfershof (1/1), Wolfsbühl (0/7), Ziegelhütte bei Dinkelsbühl (0/1).